# British Airways Limited
British Airways Limited — британская авиакомпания, работающая на маршруте между лондонским аэропортом Лондон-Сити и нью-йоркским международным аэропортом имени Джона Кеннеди. Полностью принадлежит флагманской авиакомпании страны British Airways и была создана ею в 2011 году для осуществления коммерческих перевозок в рамках соглашения «Об открытом небе между Великобританией и США».

## Операционная деятельность
Авиакомпания выполняет регулярные рейсы между аэропортом Лондон-Сити и международным аэропортом имени Джона Кеннеди дважды в день по рабочим и один раз в день по выходным дням. На пути следования из Британии в Америку совершается промежуточная посадка в аэропорту Шаннон, где производится дозаправка воздушных судов. Пассажиры, следующие из Лондона в Нью-Йорк проходят в Шанноне таможенный досмотр, поэтому борт прибывает в международный аэропорт имени Джона Кеннеди в зону внутренних авиалиний. Пассажиры, следующие из Нью-Йорка в Лондон, проходят таможенные процедуры в аэропорту отправления.

## Флот
British Airways Limited эксплуатирует два самолёта Airbus A318-100, взятые в мокрый лизинг у British Airways. Оба лайнера имеют салоны бизнес-класса на 32 пассажирских места.

## Партнёрские соглашения
British Airways Limited имеет код-шеринговые соглашения с авиакомпаниями American Airlines и Iberia Airlines.